# Blanding (Utah)
Blanding je město v okresu San Juan County ve státě Utah. K roku 2000 zde žilo 3 162 obyvatel. S celkovou rozlohou 6,1 km² byla hustota zalidnění 515,1 obyvatel na km².